# Braunia delavayi
Braunia delavayi är en bladmossart som beskrevs av Bescherelle 1892. Braunia delavayi ingår i släktet Braunia och familjen Hedwigiaceae. Inga underarter finns listade i Catalogue of Life.